# Eclissi solare del 1º giugno 2030
L'eclissi solare del 1º giugno 2030 è un evento astronomico che avrà luogo il suddetto giorno attorno alle ore 6:29 UTC.
Un'eclissi anulare inizierà nel nord dell'Africa e attraverserà il continente eurasiatico, attraverserà Algeria, Tunisia, Libia, Malta, Grecia, Turchia, Bulgaria, Ucraina, Russia, Kazakistan, Cina e Giappone. Un'eclissi attraverserà molte grandi città come Tripoli, Atene, Istanbul, Krasnodar, Rostov sul Don, Volgograd, Omsk, Krasnojarsk e Sapporo.

## Simulazione zona d'ombra